# Nacionalni park Black Canyon of the Gunnison
Nacionalni park Black Canyon of the Gunnison ((hrv.) Crni kanjon rijeke Gunnison) jedan je od 58 nacionalnih parkova smještenih na teritoriju Sjedinjenih Američkih Država.

## Zemljopisni podaci
Ovaj nacionalni park se nalazi na zapadu američke savezne države Colorado, a pod upravom je Servisa američkih nacionalnih parkova. U park se može ući na dva ulaza, južni koji se nalazi 24 km istočno od grada Montrose i zimi zatvoreni sjeverni ulaz koji je 18 km daleko i južno od Crawforda. Od ukupnih 77 km kanjona rijeke Gunnison, kroz park prolazi 19 km njegove dužine, a taj dio je najdublji i najdramatičniji dio kanjona uopće.

## Geologija
Cijelom dužinom kanjona pad toka rijeke Gunnison River u prosjeku je oko 8 m po kilometru, što ga čini kanjonom s jednom od najstrmijih planinskih nizbrdica u Sjevernoj Americi. Za usporedbu pad rijeke Colorado kroz Grand Canyon u prosjeku iznosi oko 1,4 m po kilometru. Najveći pad toka rijeke Gunnison u parku nalazi se kod Chasm Viewa a iznosi 45 m po km. Naziv kanjona je posljedica strmina zbog kojih sunce ne prodire do njega, pa su zidovi kanjona u sjeni i izgledaju kao da su crni. Na najužem dijelu širina kanjona je tek 12 m.
Velike strmine i dubina kanjona nastale su kao posljedica geoloških procesa koji su djelovali istovremeno. Za produbljavanje kanjona najodgovornija je rijeka Gunnison, ali i nekoliko drugih geoloških procesa kojima kanjon zahvaljuje današnji izgled.

### Pred kambrij
Pretkambrijske stijene i škriljavac koji čine većinu strmih zidova kanjona, formirani su prije otprilike 1,7 milijardi godina tijekom razdoblja u kojem je došlo do sudara starih vulkanskih otočnih lukova s južnim dijelom današnje savezne države Wyoming, što se može vidjeti kao svjetlija boja u presjeku pri dnu stijena nastalim u tom razdoblju.

### Kreda - Tercijar
Prije otprilike 70 do 40 milijuna godina čitavo područje na kojem se nalazi Nacionalni park Black Canyon of the Gunnison se uzdiglo, čime su pretkambrijske stijene s dna postale zidovi kanjona. Tijekom tercijara prije 26 do 35 milijuna godina u ovom području su se događale velike vulkanske aktivnosti. Vulkanske planine West Elk, La Sal, Henry i Abajo doprinijele su zatrpavanju područja nekoliko stotina metara debelim slojem pepela.
Prije 15 milijuna godina rijeka Gunnison je s obližnjih planina La Sal i West Elk krenula svojim današnjim tokom dubeći mekane naslage koje su bile posljedica djelovanja vulkana.

### Kvartar
Kako je tok rijeke uspostavljen, to je prije 2 do 3 milijuna godina prouzročilo dublje usjecanje rijeke u mekane vulkanske naslage. Na koncu je rijeka dospjela do pretkambrijskih stijena, a budući se tok nije mogao mijenjati rijeka je nastavila s usjecanjem i u tvrde stijene. Rezultat toga je dubljenje škriljevca po stopi od 25 mm svakih 100 godina. Ekstremna tvrdoća stijena, uz relativnu brzinu kojom ih je rijeka klesala, stvorila je zidove koji se mogu vidjeti i danas.

## Povijest
Područje Nacionalnog parka Black Canyon of the Gunnison su davno prije dolaska Europljana nastanjivali Indijanci plemena Juti. Do vremena stjecanja nezavisnosti Sjedinjenih Američkih Država 1776., kroz područje su prošle dvije španjolske ekspedicije. 1800-ih brojni su traperi u potrazi za dabrovima i njihovim krznom znali za postojanje kanjona ali o tome nisu ostavili nikakav pisani trag. Do konca 19. i početka 20. stoljeća, kanjon je bio temeljito istražen a nakon komercijalnog iskorištavanja područja, počeli su pristizati oni koji su u kanjonu vidjeli idealno mjesto za rekreaciju pa je 2. ožujka 1933. područje proglašeno Američkim nacionalnim spomenikom, a 21. listopada 1999. nacionalnim parkom.

## Biologija
Park sadrži veliku raznolikost biljnog i životinjskog svijeta. Neke uobičajene biljke koje su porijeklom iz parka uključuju Ponderosa bor, američku gomoljiku, pustinjski mahagonij, smreku ili hrast Gambel.
Od životinja u parku obitavaju kojoti, losovi, orlovi ili jeleni mazgari, a kanjon je također obitavalište brojnih ptica uključujući veliku sovuljagu i neke vrste selica poput planinske plave ptice ili sivog sokola.

## Ostali projekti
|  | Zajednički poslužitelj ima stranicu o temi Nacionalni park Black Canyon of the Gunnison    |
|  | Zajednički poslužitelj ima još gradiva o temi Nacionalni park Black Canyon of the Gunnison |